# Lophoptera bigoti
Lophoptera bigoti là một loài bướm đêm trong họ Noctuidae.